# Новый лидер
Новый лидер (англ. The New Man in Charge) — двенадцатиминутный эпилог американского телесериала «Остаться в живых», который вышел на DVD и Blu-Ray с шестым сезоном в США 24 августа 2010 года. Впервые эпилог был показан 6 августа 2010, за 18 дней до официального релиза.

## Сюжет
По сюжету, Бен (Майкл Эмерсон), по поручению нового лидера Хёрли (Хорхе Гарсиа), покидает остров, чтобы посетить склад Dharma Initiative на Гуаме и лечебницу Санта Роза в Лос-Анджелесе, где находится Уолтер Ллойд.
На складе на Гуаме Бен говорит мужчинам, работающим там, покинуть это место, поскольку он объясняет им, что ДХАРМА давно не работает. Он даёт им деньги за работу, отвечает на два их вопроса и уходит.
В лечебнице Санта Роза в Лос-Анджелесе Бен идёт к парню по имени Кит Джонсон (Майкл носил фамилию Джонсон в 8-й серии 4-го сезона — Кевин Джонсон). Когда он приходит к нему, мы видим, что это Уолт Ллойд (Малкольм Дэвид Келли). Бен говорит, что Уолт должен вернуться на остров, чтобы помочь своему отцу. Уолт говорит, что он умер, а Бен отвечает, что это не имеет значения. Уолт соглашается. Они идут к машине, где сидит Хёрли. Они радуются встрече и уезжают.

## Кастинг
Из главных героев шестого сезона появились Хёрли (Хорхе Гарсиа) и Бен (Майкл Эмерсон). Появился тот, кого давно ждали — Уолт (Малкольм Дэвид Келли). Второстепенные роли сыграли: Франсуа Шо, Тед Руни, Рэй Портер и Грайзл Толедо.